# Джеймс Едвін Ґанн
Джеймс Е́двін Ґанн (англ. James Edwin Gunn; 12 липня 1923, Канзас-Сіті, Міссурі — 23 грудня 2020) — американський письменник, автор науково-фантастичних романів та оповідань, видавець наукової фантастики, антрополог, один із перших дослідників наукової фантастики. Лауреат премії Г'юго (1983). 2007 року Асоціація американських авторів наукової фантастики та фентезі обрала Джеймса Ґанна 24-им «Гросмейстром фантастики», 2015 року ім'я Джеймса Ґанна було занесено до «Зали слави наукової фантастики та фентезі». На час своєї смерті у грудні 2020 року у віці 97 років був найстаршим гроссмейстром фантастики та вважався останнім великим автором "Золотого століття фантастики".
Джеймс Ґанн був заслуженим професором англійської філології та директором-засновником Центру вивчення наукової фантастики при Університеті Канзасу.

## Життєпис
Джеймс Ґанн народився 12 липня 1923 року в Канзас-Сіті, штат Міссурі. Його батько — Дж. Вейн Ґанн, мати — Еліза Мей (до шлюбу Гатчісон). Батько Джеймса Ґанна був друкарем, окрім нього багато членів родини працювали в друкарській та видавничій справі. З 1943 до 1946 року Джеймс Ґанн служив на флоті. Після служби поступив в Університет Канзасу, де 1947 року здобув ступів бакалавра журналістики, а 1951 року — ступінь магістра англійської філології.
Того ж року Ґанн одружився з Джейн Френсіс Андерсон, з якою мав двох синів. Після університету до 1952 року Ганн працював редактором «Western Printing and Lithographing Company» в Расіні, штат Вісконсин, а згодом був вільним письменником. 1955 року Ганн став видавцем університетського «Alumni Publications», а з 1958 року почав працювати викладачем англійської філології, паралельно обіймаючи адміністративну посаду, пов'язану зі зв'язками з громадськістю. 1974 року Ганн здобув посаду професора англійської філології.
Джеймс Ґанн вважається піонером літературознавчих досліджень жанру наукової фантастики. Вже його магістерська робота мала назву «Філософія наукової фантастики» (The Philosophy of Science Fiction). 1953 року ця праця була опублікована з продовженням у часописі «Dynamic Science Fiction». 1969 року Ганн уперше виступив з курсом лекцій, присвяченим науковій фантастиці, а 1982 року він заснував Центр вивчення наукової фантастики при Університеті Канзасу, щостав першим науковим закладом з такою спеціалізацією. У 1971 та 1972 роках Ганн був президентом Асоціації американських авторі наукової фантастики та фентезі, яка 2007 обрала його 24-им «Гросмейстром фантастики». У 1980—1982 роках він був президентом Асоціації дослідження наукової фантастики.

## Творчість
Джеймс Ґанн є автором багатьох монографій, присвячених науковій фантастиці, зокрема таким темам, як історія наукової фантастики (Alternate Worlds: The Illustrated History of Science Fiction, 1975, 1976), написання творів наукової фантастики (The Science of Science-Fiction Writing, 2000), читання наукової фантастики (Reading Science Fiction, 2008), теорія наукової фантастики (Speculations on Speculation: Theories of Science Fiction, разом з Метью Канделаріа, 2005). Ганн є також автором енциклопедії наукової фантастики (The New Encyclopedia of Science Fiction, 1988). Його біографія Айзека Азимова (Isaac Asimov: The Foundations of Science Fiction, 1982, перероблене видання 1996) була відзначена 1983 премією Г'юґо.
З 1947 року Ґанн зайнявся літературною творчістю. Першим його твором була п'єса, він також писав для газет та для радіо. 1948 року він звернувся до жанру наукової фантастики й 1949 року з'явилося його перше оповідання в цьому жанрі.
Загалом Ґанн за 68 років творчого життя (1949-2017) написав майже 2 десятки романів та більше 100 творів короткої форми, саме оповідання є його улюбленим жанром, це помітно зокрема і в тому, що деякі з його романів є радше збірками оповідань, ніж цілісними текстами (пор. Station in Space (1958), The Immortals (1962) та The Listeners (1972)).
Важливою працею Ґанна була шеститомна антологія фантастики «The Road to Science Fiction» (1977—1998), в якій на численних прикладах представлено розвиток фантастичного жанру від початків у шумерському епосі Гільгамеша, до предтеч (По, Верн, Веллс) і класиків (Гайнлайн, Фармер, Дік) й аж до сьогодення і майбутнього. П'ятий том (The British Way) присвячений британській, а шостий (Around the World) світовій фантастиці. Ган також є автором сотень есе, статей та рецензій, присвячених науковій фантастиці.
2017 року вийшла друком його автобіографія (Star-Begotten: A Life Lived in Science Fiction), в якій він описує свій шлях автора і дослідника наукової фантастики.

## Вибрані твори

### Науково-фантастичні твори
- Зоряний міст (англ. Star Bridge) (у співавторстві з Джеком Вільямсоном) (Gnome Press, 1955)
- Цей сві фортеця / This Fortress World (Gnome, 1955)
- Станція в космосі / Station in Space (Bantam Books, 1958), збірка оповідань
- Творці радості / The Joy Makers (Bantam, 1961)
- Future Imperfect (Bantam, 1964), збірка оповідань
- Безсмертний / The Immortals (Bantam, 1964), чотири оповідання; перероблене й доповнене видання, що містить п'ять оповідань, Pocket Books, 2004
- Безсмертний / The Immortal (Bantam, 1970) — романізація телевізійного серіалу The Immortal
- Відьомська година / The Witching Hour (Dell, 1970), збірка оповідань
- Слухачі / The Listeners (Scribner's, 1972), збірка оповідань
- Межа міцності / Breaking Point (Walker & Co., 1972), збірка оповідань
- Спалювання / The Burning (Dell, 1972), збірка оповідань
- Деякі сни — це кошмари / Some Dreams Are Nightmares (Scribner's, 1974), збірка оповідань
- Кінець сновидінь / The End of the Dreams (Scribner's, 1975), збірка оповідань
- Маги / The Magicians (Scribner's, 1976) — розширена повість «Sine of the Magus» (Beyond Fantasy Fiction, May 1954)
- Кампус / Kampus (Bantam, 1977)
- Мрійники / The Dreamers (Simon & Schuster, 1981)
- Криза! / Crisis! (Tor Books, 1986) — шість оповідань, опублікованих протягом 1978—1985 років
- Машина радості / The Joy Machine (Star Trek, Book 80) (1996)
- Блюх тисячоліття / The Millennium Blues (e-reads.com, 2000; Easton Press, 2001)
- Людські голоси / Human Voices (Five Star Books, 2002)
- Дарунок від зірок / Gift from the Stars (Easton, 2005)
- Трансцендентальний / Transcendental (Transcendental Machine #1) ISBN 9780765335012 (Tor, 2013)
- Трансгалактичний / Transgalactic (Transcendental Machine #2) ISBN 9780765380920 (Tor, 2016)
- Трансформація / Transformation (Transcendental Machine #3) ISBN 9780765386663 (Tor, June 2017)

### Літературознавчі праці
- Alternate Worlds: The Illustrated History of Science Fiction (Prentice-Hall, 1975), ISBN 0-89104-049-8 — відзначена премією Локус
- Isaac Asimov: The Foundations of Science Fiction (Oxford, 1982); revised ed. (Scarecrow Press, 1996), ISBN 0-8108-3129-5[16] — відзначена премією Г'юго
- The New Encyclopedia of Science Fiction, видавець (Viking Press, 1988), 067081041X — короткий список премії Г'юго
- The Science of Science-Fiction Writing (Scarecrow Press, 2000), ISBN 1578860113 — «reflects on the science fiction process and how to teach it»
- Speculations on Speculation: Theories of Science Fiction, by Matthew Candelaria and Gunn (Scarecrow Press, 2005)
- Inside Science Fiction (Scarecrow Press, 2006)
- Reading Science Fiction, by Gunn, Marleen S. Barr, and Matthew Candelaria (Palgrave Macmillan, 2008)
- «Science fiction imagines the digital future», Analog 131:7&8 (Jul–Aug 2011), pp. 98–103